# Ludwig von Hagn
Pour les articles homonymes, voir Hagn.
Ludwig von Hagn, né le 23 novembre 1819 à Munich et mort le 15 janvier 1898 à Munich, est un peintre bavarois.

## Biographie

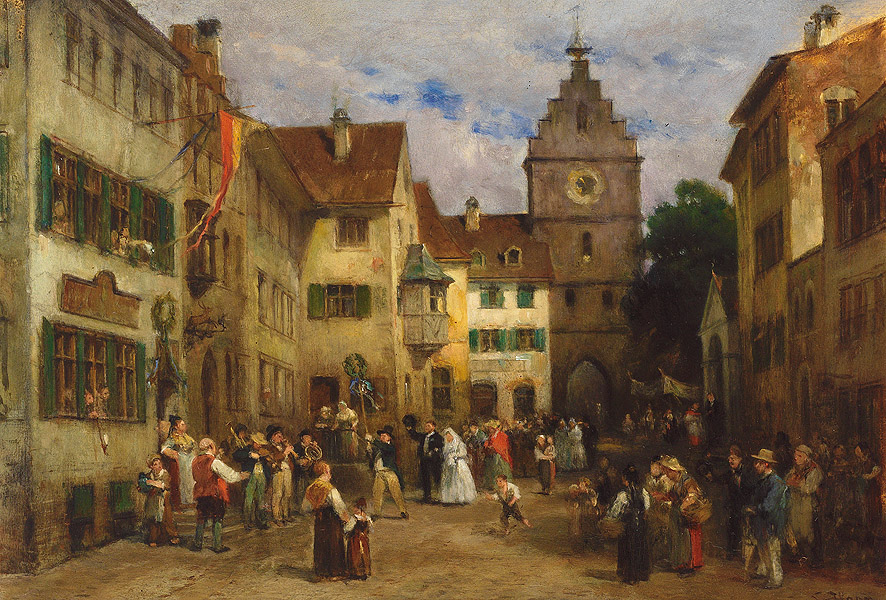
Scène de rue à Überlingen avec une noce

Ludwig von Hagn est le fils d'un négociant munichois, Karl von Hagn, et de son épouse, née Josepha Schwab. Sa sœur aînée est l'actrice Charlotte von Hagn. Il étudie à l'école des cadets de Munich, puis, après une visite à sa sœur en 1840 à Berlin, se décide pour la peinture. Il devient l'élève du peintre spécialiste de marines, Wilhelm Krause, à la suite de quoi il retourne à Munich étudier à l'académie des beaux-arts. Il a entre autres comme professeurs Clemens von Zimmermann, peintre d'histoire, Peter Hess, lithographe, et le paysagiste Albert Zimmermann.
Il se rend à Anvers en 1846 pour travailler à l'atelier de Gustave Wappers et à l'atelier d'Eugène de Block. Il retrouve ce dernier ensuite à Bruxelles, avec qui il collabore pendant plusieurs années. Il rentre pour trois ans en 1850 à Berlin et se met à étudier l'architecture, notamment avec le peintre Adolph Menzel. Il se passionne pour le style rococo, après plusieurs visites à Sans-Souci.
Il passe les années de 1853 à 1855 à Paris, s'intéressant à l'œuvre de Léon Cogniet, ainsi qu'à celles de Paul Delaroche, de Jean-Louis-Ernest Meissonier et de Robert-Fleury. Il y noue également des liens d'amitié avec les peintres belges Florent Willems et Alfred Stevens. Il retourne à Munich où il ouvre un atelier de peintre indépendant et fonde un cercle d'amis peintres avec Franz von Lenbach, Victor Müller et August von Pettenkofen.
Hagn voyage en Italie entre 1863 et 1865 et s'arrête longuement à Rome et se détourne du style rococo. L'historien d'art Friedrich Pecht le qualifie de « premier coloriste de la peinture de genre munichoise ».
Parmi ses disciples, on peut citer Eduard von Grützner et Albert von Keller.